# Dina Rubinová

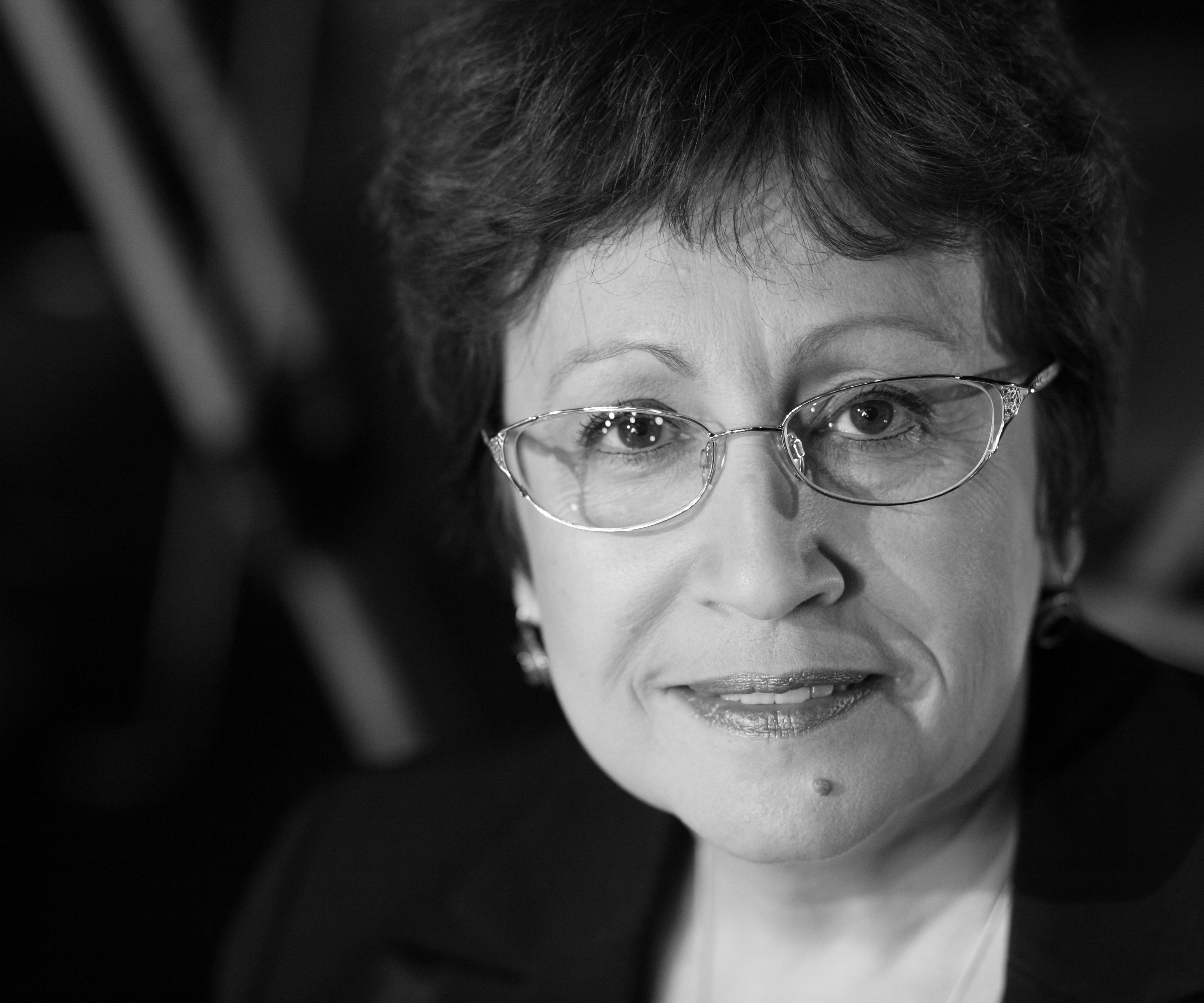
Dina Rubinová (portrét)

Dina Iljinična Rubinová (rusky Дина Ильинична Рубина; nepřechýleně Dina Iljinična Rubina; * 19. září 1953, Taškent, Uzbecká SSR) je ruská spisovatelka.

## Život a dílo

### České překlady
- Bílá holubice z Córdoby (orig. 'Bělaja golubka Kordovy'). 1. vyd. Praha: Columbus, 2016. 504 S. Překlad: Libor Dvořák
- Už přichází Mašiach (orig. 'Vot idet Messija'). 1. vyd. Praha: Bonguard, 2003. Překlad: Veronika Syslová
- Dům za zelenými vrátky (orig. 'Dom za zelenoj kalitkoj'). 1.vyd. Praha: Albatros, 1989. 121 S. Překlad: Helena Franková, ilustrace: Ivana Lomová

### Slovenské překlady
- Dvojité priezvisko (orig. 'Dvojnaja familija'). 1. vyd. Bratislava: Premedia Group, 2013. 128 S. Překlad: Silvia Šalatová[2]